# Konossement
Ett konossement (eng. bill of lading, B/L, BoL) är en typ av transportdokument och samtidigt ett värdepapper. Dokumentet är typiskt för sjötransporter och har hundraåriga traditioner. Redan Sjölagen av 1667 innehöll regler om konossement som var mycket lika de regler man använder idag. Konossementets betydelse i linjetrafik har minskat avsevärt men det behåller sin betydelse vid befraktning, speciellt för varor som ofta säljs under transporten, till exempel olja. Trots konossementets långa historia hittar man sällan definitioner av dokumentet som sådant i lagstiftning. Inte ens de internationella konventioner som idag reglerar konossementet definierar detta, bortsett från de s.k. Hamburgreglerna (dessa är dock inte i kraft i Norden eller i någon annan betydande sjöfartsnation).
Konossementets speciella karaktär är tredelad: det representerar varan, det är bevis över existerande transportavtal och det fungerar som transportörens kvitto över att han mottagit godset för transport. Representation innebär att då man överlåter konossementet överlåter man godset som om man hade godset i sin besittning. Detta är av avgörande betydelse för att godset skall kunna säljas medan det ännu transporteras. Funktionen som bevis för existerande transportavtal har en avgörande betydelse för mottagaren eftersom han då kan vara säker på att varorna är på väg, speciellt om det är fråga om ett så kallat ombordkonossement. Funktionen som kvitto är av betydelse då det visar att transportören, om han är opartisk i förhållande till köparen och säljaren (avsändaren/mottagaren), tagit emot och granskat godsets yttre skick. Detta är viktigt för att mottagaren skall kunna veta att godset stämmer överens med avsändarens information. I nordisk rätt gäller att endast om det uttryckligen nämns i konossementet är det inte överlåtelsebart. Sjöfraktbrevet representerar inte godset men innehar konossementets två övriga funktioner.

## Konossementets utveckling
Då transporter utfördes under medeltiden fanns inget behov av speciella transportdokument eftersom handelsmännen själva reste tillsammans med sitt gods. I takt med att handelsmän började förlita sig på dels transportörerna och dels på sina ställföreträdare på destinationsorten behövde handelsmännen någon form av kvitto eller bevis över att transportören tagit emot godset för transport. Dessa kvitton utvecklades i sinom tid till konossementet. Det engelska ordet för konossement, "Bill of Lading", betyder uttryckligen lastningskvitto (Bill = kvitto, sedel; Lading = ålderdomligt ord för att lasta). Det svenska ordet konossement har sitt ursprung i det franska ordet "connaissement", uttryckligen betydande kvitto. "Connaissement" här härlett ur det latinska ordet "cognoscere".
Konossementet saknade tvingande lagstiftning innan Haagreglerna antogs år 1924. Dessa är än idag ikraft om än med vissa modifikationer genom de s.k. Visbyprotokollet och SDR-protokollet. De nordiska länderna antog Haagreglerna under 1930-talet. Även Visbyprotokollet och SDR-protokollet är antagna i de nordiska länderna.

## Konossementets utfärdande
Konossementet utfärdas på avlastarens (den som fysiskt överlåter varan till tranportören) begäran av transportören. Vid ett mottagningskonossement är det vanligen transportören själv som utfärdar dokumentet. Vid ett ombordkonossement är det vanligen någon från fartygets besättning (främst befälhavaren eller styrmannen) som utfärdar dokumentet för transportörens räkning. Konossementet utfärdas vanligen i tre originaldelar (ibland fler). Generellt sett kan man säga att den som har alla originaldelar av konossementet "på sin hand" har bestämmanderätt över varan då den är i transport. Konossementets rättsverkningar träder i kraft först då konossementet överlåtits till en person utanför transportavtalet. Typiskt för konossementet är att transportören endast kan lämna ut varan åt mottagaren om mottagaren kan uppvisa sin del av konossementet. Av konossementet skall framkomma mottagarens namn eller om det är överlåtelsebart en enhetlig överlåtelsekedja som leder fram till mottagaren i lossningshamnen. Konossementet kan även utfärdas in blanco. Om transportören lämnar ut varan utan att ha tagit emot mottagarens konossement har han begått ett transportavtalsbrott.

### Konossement enligt sjölagen
Konossement är enligt sjölagen definierat som ett dokument som
1. utgör bevis om ett avtal om sjötransport och om att transportören har tagit emot eller lastat godset och
2. betecknas med ordet konossement eller innehåller ett åtagande av transportören att lämna ut godset endast mot att dokumentet återställs.[1]

## Transportörens ansvar för uppgifter
Transportören är ansvarig för alla uppgifter i konossementet och en mottagare i tredjemans ställning (dvs. mottagaren har inte ingått transportavtalet med transportören) har rätt att lita på att uppgifterna i konossementet stämmer överens med varan. Transportören skall då han tar emot varan skäligen granska den och om det är nödvändigt skriva in i konossementet brister i varans skick eller förpackning. Även om transportören inte haft möjlighet att granska varan måste han göra ett förbehåll i konossementet för att undgå ansvar för skador som uppstått innan transporten. Om transportören inte gjort ett förbehåll är han ansvarig för möjliga fel i varan som om felet uppstått under transporten (s.k. fingerat transportansvar, eng. implied transport liability). För att det fingerade transportansvaret skall uppstå förutsätts att en mottagare i tredjemans position i god tro (bona fide) löst ut konossementet. Transportören är även ansvarig för uppgifter om själva transporten, dvs. att lastningsdatum, lastnings/lossningshamnar osv. är korrekt inskrivna i konossementet (s.k. ansvar för oriktiga uppgifter, eng. liabilty for incorrect description).
I vissa fall kan det hända att avlastaren (till exempel en säljare) vill att transportören skriver ut ett så kallat "rent" konossement (dvs. ett konnossement som inte innehåller några anmärkningar om varan) trots att varan de facto inte stämmer överens med vad som skrivits in i konossementet. Avlastaren kan då skriva ut ett brev enligt vilket transportören inte ansvarar för oriktiga uppgifter i förhållande till mottagaren, ett s.k. letter of indemnity. Användningen av sådana friskrivningsklausuler har dock diskuterats och ofta ansetts vara betydelselösa för en mottagare i god tro, p.g.a. allmänna internationella kontraktsrättsliga regler.